# Station Rokiciny
Station Rokiciny is een spoorwegstation in de Poolse plaats Rokiciny.